# Венгрия на летних Олимпийских играх 1932
На Летних Олимпийских играх 1932 года Венгрию представляло 58 спортсменов (56 мужчин и 2 женщины), выступивших в 11 видах спорта. Они завоевали 6 золотых, 4 серебряных и 5 бронзовых медалей, что вывело венгерскую сборную на 6-е место в неофициальном командном зачёте.

## Медалисты
| Медаль  | Спортсмен | Вид спорта  | Дисциплина                                 |
| ------- | --- | ----------- | ------------------------------------------ |
| Золото  | Иштван Энекеш | Бокс        | Мужчины, до 50,8 кг                        |
| Золото  | Дьёрдь Пиллер-Йекельфалушши | Фехтование  | Мужчины, сабля, личное первенство          |
| Золото  | Аладар Геревич Эндре Кабош Эрнё Надь Дьёрдь Пиллер-Йекельфалушши Дьюла Гликаиш Аттила Печауэр                                             | Фехтование  | Мужчины, сабля, командное первенство       |
| Золото  | Иштван Пелле | Гимнастика  | Мужчины, конь                              |
| Золото  | Иштван Пелле | Гимнастика  | Мужчины, вольные упражнения                |
| Золото  | Иштван Барта Дьёрдь Броди Оливер Халашши Мартон Хомоннаи Шандор Ивади Алайош Кешерю Ференц Кешерю Янош Немет Миклош Шаркань Йожеф Вертеши | Водное поло | Мужчины                                    |
| Серебро | Иштван Пелле | Гимнастика  | Мужчины, брусья                            |
| Серебро | Иштван Пелле | Гимнастика  | Мужчины, личное первенство                 |
| Серебро | Эдён Зомбори | Борьба      | Мужчины, вольная борьба, до 56 кг          |
| Серебро | Карой Карпати | Борьба      | Мужчины, вольная борьба, до 66 кг          |
| Бронза  | Йожеф Туньоги | Борьба      | Мужчины, вольная борьба, до 79 кг          |
| Бронза  | Эндре Кабош | Фехтование  | Мужчины, сабля, личное первенство          |
| Бронза  | Эрна Боген-Богати | Фехтование  | Женщины, рапира, личное первенство         |
| Бронза  | Золтан Шоош-Храдецки | Стрельба    | Мужчины, винтовка лёжа, 50 м               |
| Бронза  | Иштван Барань Ласло Сабадош Андраш Секей Андраш Вание                                                                                     | Плавание    | Мужчины, эстафета 4 x 200 м вольным стилем |